# Ana-Loredana Predescu
Ana-Loredana Predescu (n. 28 februarie 1983, Brașov, România) este un deputat român, ales în 2020 din partea PSD. 